# Israelische Eishockeyliga 1995/96
Die Saison 1995/96 war die dritte Spielzeit der israelischen Eishockeyliga, der höchsten israelischen Eishockeyspielklasse. Meister wurden zum ersten Mal in der Vereinsgeschichte überhaupt die Lions Jerusalem.

## Hauptrunde
|    | Klub            |
| -- | --------------- |
| 1. | Lions Jerusalem |
| 2. | HC Bat Yam      |
| 3. | HC Metulla      |
| 4. | HC Haifa        |
| 5. | HC Holon        |
| 6. | HC Ramat Gan    |

Sp = Spiele, S = Siege, U = Unentschieden, N = Niederlagen